# Mogens Ballin

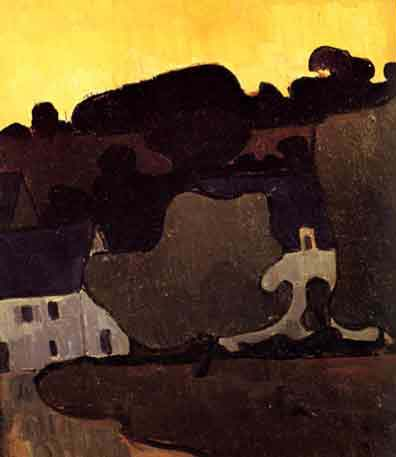
Landskap från Bretagne, oljemålning av Mogens Ballin

Mogens Ballin, född 1871 och död 1914 var en dansk konsthantverkare.
Ballin började som målare och studerade först i Köpenhamn och sedan i Bretagne, Paris och Italien. Ballins betydelse ligger helt på konsthantverkets område, där han var banbrytande med sina arbeten i tenn, mässing och brons, sedermera även i silver och guld. Han samarbetade med flera andra konstnärer och var ganska influerad av Thorvald Bindesbøll utan att nå upp till denna. Han arbeten, särskilt smycken med dekorativt använda, infattade halvädelstenar var typiska för smaken vid sekelskiftet.
Sina sista år ägnade han åt att verka för katolicismens sak i Danmark.